# George Calnan
George Charles Calnan (Boston, 18 januari 1900 - Barnegat, 4 april 1933) was een Amerikaans marine-officier en schermer. 
Calnan startte met schermen tijdens zijn opleiding aan de United States Naval Academy. In totaal nam hij deel aan vier opeenvolgende edities van de Olympische Zomerspelen. Slechts tijdens zijn derde deelname in 1928 won hij brons in het degen. Tijdens zijn laatste deelname won hij nog twee extra bronzen medailles. 
Calnan behoorde tot de 73-koppige bemanning van de ZRS-4 "USS Akron" die omkwam op 4 april 1933.  

## Palmares
- Olympische Zomerspelen
  - 1928
    -  - Degen individueel

  - 1932
    -  - Degen team
    -  - Floret team